# Ilberstedt
Ilberstedt est une commune de Saxe-Anhalt, en Allemagne.